# Gabriel Rivano
Gabriel Rivano es un bandoneonista argentino, guitarrista, flautista y compositor, nacido en Buenos Aires en 1958.
Su abuelo fue el bandoneonista argentino Adolfo Perez Pocholo. Gabriel Rivano hizo sus estudios secundarios en el Colegio Nacional de Buenos Aires donde se graduó en 1976, y los universitarios en la Universidad de Buenos Aires donde se graduó de economista. Fue también jugador de fútbol.
En 1990 estableció el "Gabriel Rivano Quinteto". Para el quinteto compuso numerosas piezas de música de cámara y muchos conciertos, clasificados en los géneros de música clásica, jazz y folklore.
Su "Concierto para Bandoneón y Orquesta" debutó en el "Teatro Colón" en Buenos Aires en 1997, y ganó el primer premio en un concurso internacional organizado por la Secretaría de Cultura de la Nación Argentina. 

## Discografía
- 1990: Gabriel Rivano
- 1993: Mestizo
- 1997: Tradición
- 2000: Porto Seguro
- 2002: Bach en Buenos Aires
- 2003: Infierno Porteño
- 2003: Tangos y Milongas
- 2003: Piazzolla en bandoneón
- 2006: Asado Criollo
- 2006: Meditación Beat
- 2007: La Luminosa
- 2007: Luna y Misterio (con Leonardo Ferreyra y Quique Sinesi)
- 2009: Tangos Nuevos